# 多目的
| ウィキペディアには「多目的」という見出しの百科事典記事はありません（タイトルに「多目的」を含むページの一覧/「多目的」で始まるページの一覧）。 代わりにウィクショナリーのページ「多目的」が役に立つかもしれません。 |